# Арран (остров)
А́рран (гэльск. Eilean Arainn («дальний остров»); англ. Arran) — остров в заливе Ферт-оф-Клайд на западе Шотландии. В настоящее время территория Аррана входит в состав области Норт-Эршир (до последней административной реформы относился к графству Бьют).
Крупнейший населённый пункт острова — посёлок Бродик на восточном побережье, бывшая резиденция герцогов Гамильтон.
В его честь назван хаос Арран на спутнике Юпитера Европе.

## География
Остров Арран — крупнейший остров залива Ферт-оф-Клайд. Центральную часть острова занимают горы, высотой до 874 м над уровнем моря (гора Готфелл), вдоль побережья тянется достаточно значительная прибрежная низменность. За сочетание горных и равнинных регионов Арран называют «Шотландией в миниатюре». Вокруг Аррана располагается несколько небольших островков, крупнейший из которых Холи-Айленд (остров).

## История
Исторически на территории Аррана обитали бриттские племена. Начиная с VI века сюда проникают скотты-ирландцы, которые присоединяют Арран к своему государству Дал Риада. В IX—X веках норвежские викинги подчиняют все острова западного побережья Шотландии Норвегии. В 1263 году норвежский король Хокон IV потерпел поражения от шотландцев, и Арран перешёл во владение лордов Островов. Однако, уже с начала XIII века на остров начинают претендовать Стюарты, которые вскоре присоединяют его к своим владениям. После того, как Роберт Стюарт стал в 1371 году королём Шотландии, Арран вошёл в состав королевского домена. В 1467 году Томас Бойд, женатый на сестре короля Якова III, получил от него остров и титул графа Аррана. Вскоре, однако, владения Бойдов были конфискованы, а в 1503 году Арран был передан Джеймсу Гамильтону, который стал новым графом Аррана. Род Гамильтонов играл важные роли в истории Шотландии XVI—XVII веков (подробнее см. Гамильтоны), а в 1643 году Джеймс Гамильтон был возведён в титул герцога и стал одним из самых последовательных сторонников короля Карла I в период Английской революции. Герцоги Гамильтон до сих пор владеют значительными территориями на острове.

## Транспорт
Остров соединён с материком несколькими паромными переправами, основная из которых из Бродика в Ардроссан на побережье основной части Норт-Эршира. На самом острове действуют несколько автобусных маршрутов.